# Экономика Ливана
Экономика Ливана является развивающейся, с частным сектором, который удовлетворяет 75 % совокупного спроса и большим банковским сектором, который поддерживает этот спрос. 
МВФ прогнозировал рост реального ВВП Ливана на уровне 7 % в 2010 и 2011 после 9 % роста в 2009 году и 8,5 % в 2008 году, что выводит Ливан на уровень 54-й страны мира по ВВП на душу населения, и прогнозируется, что ливанский ВВП на душу населения составит 19 100 $ к 2015 году, в результате чего он станет одним из самых высоких в регионе.
Ливан имеет коммерческие традиции свободного рынка и невмешательства в рынок.
Ливанская экономика сервис-ориентированная; основными секторами роста являются банковское дело и туризм. Там нет ограничения на валютные операции или движение капитала, банковская тайна строго соблюдается. .
В Ливане практически нет ограничений на иностранные инвестиции.
Ливан недавно[когда?] принял закон о борьбе с отмыванием денег.
Также у США отсутствуют конкретные торговые санкции против Ливана (США сняли свои финансовые ограничения).
Основными отраслями экономики являются: сельское хозяйство, банковское дело, промышленность (включая: обработка металла и производство металлических изделий, химическая промышленность и производство транспортного оборудования).

## Макроэкономические показатели
Тенденция валового внутреннего продукта (ВВП) Ливана по рыночным ценам по оценке Международного валютного фонда (МВФ) с цифрами в млн ливанских фунтов.
| Год  | Валовой внутренний продукт | Курс обмена доллара США | Индекс инфляции (2000=100) |
| ---- | -------------------------- | ----------------------- | -------------------------- |
| 1980 | 14 000                     | 3,43 л.ф.               | 0,071                      |
| 1985 | 59 329                     | 16,41 л.ф.              | 0,21                       |
| 1990 | 1 973 000                  | 695,20 л.ф.             | 18                         |
| 1995 | 18 027 607 000             | 1 621,33 л.ф.           | 81                         |
| 2000 | 25 143 000 000             | 1 507,46 л.ф.           | 100                        |
| 2005 | 33 243 000 000             | 1 507,48 л.ф.           | 105                        |
| 2007 | 37 243 000 000             | 1 507,48 л.ф.           | 103                        |
| 2009 | 39 243 000 000             | 1 507,48 л.ф.           | 101                        |
| 2011 | 43 243 000 000             | 1 507,48 л.ф.           | 99                         |

Средняя заработная плата составила $ 8,95 в час в 2009 году.
| ВВП в текущих ценах по данным МВФ | ВВП в текущих ценах по данным МВФ | ВВП в текущих ценах по данным МВФ | ВВП в текущих ценах по данным МВФ | ВВП в текущих ценах по данным МВФ | ВВП в текущих ценах по данным МВФ | ВВП в текущих ценах по данным МВФ | ВВП в текущих ценах по данным МВФ | ВВП в текущих ценах по данным МВФ | ВВП в текущих ценах по данным МВФ | ВВП в текущих ценах по данным МВФ | ВВП в текущих ценах по данным МВФ | ВВП в текущих ценах по данным МВФ | ВВП в текущих ценах по данным МВФ | ВВП в текущих ценах по данным МВФ | ВВП в текущих ценах по данным МВФ | ВВП в текущих ценах по данным МВФ | ВВП в текущих ценах по данным МВФ | ВВП в текущих ценах по данным МВФ | ВВП в текущих ценах по данным МВФ |
| Год                               | 2000                              | 2001                              | 2002                              | 2003                              | 2004                              | 2005                              | 2006                              | 2007                              | 2008                              | 2009                              | 2010                              | 2011                              | 2012                              | 2013                              | 2014                              | 2015                              |                                   |                                   |                                   |
| --------------------------------- | --------------------------------- | --------------------------------- | --------------------------------- | --------------------------------- | --------------------------------- | --------------------------------- | --------------------------------- | --------------------------------- | --------------------------------- | --------------------------------- | --------------------------------- | --------------------------------- | --------------------------------- | --------------------------------- | --------------------------------- | --------------------------------- | --------------------------------- | --------------------------------- | --------------------------------- |
| ВВП (млрд долл. США)              | 16,822                            | 17,212                            | 18,717                            | 19,802                            | 21,465                            | 21,861                            | 22,438                            | 25,047                            | 29,485                            | 33,585                            | 37,040                            | 40,006                            | 42,717                            | 45,637                            | 48,733                            | 51,819                            |                                   |                                   |                                   |
| Темпы роста ВВП, %                | 1,718                             | 4,480                             | 3,266                             | 4,141                             | 7,451                             | 2,498                             | 0,580                             | 7,500                             | 9,000                             | 9,000                             | 6,000                             | 4,500                             | 4,500                             | 4,500                             | 4,500                             | 4,000                             |                                   |                                   |                                   |
| ВВП на душу населения (долл. США) | 4722                              | 4768                              | 5118                              | 5344                              | 5718                              | 5823                              | 5969                              | 6663                              | 7743                              | 8706                              | 9479                              | 10106                             | 10653                             | 11235                             | 11843                             | 12432                             |                                   |                                   |                                   |
| Источник: МВФ                     |                                   |                                   |                                   |                                   |                                   |                                   |                                   |                                   |                                   |                                   |                                   |                                   |                                   |                                   |                                   |                                   |                                   |                                   |                                   |

## История

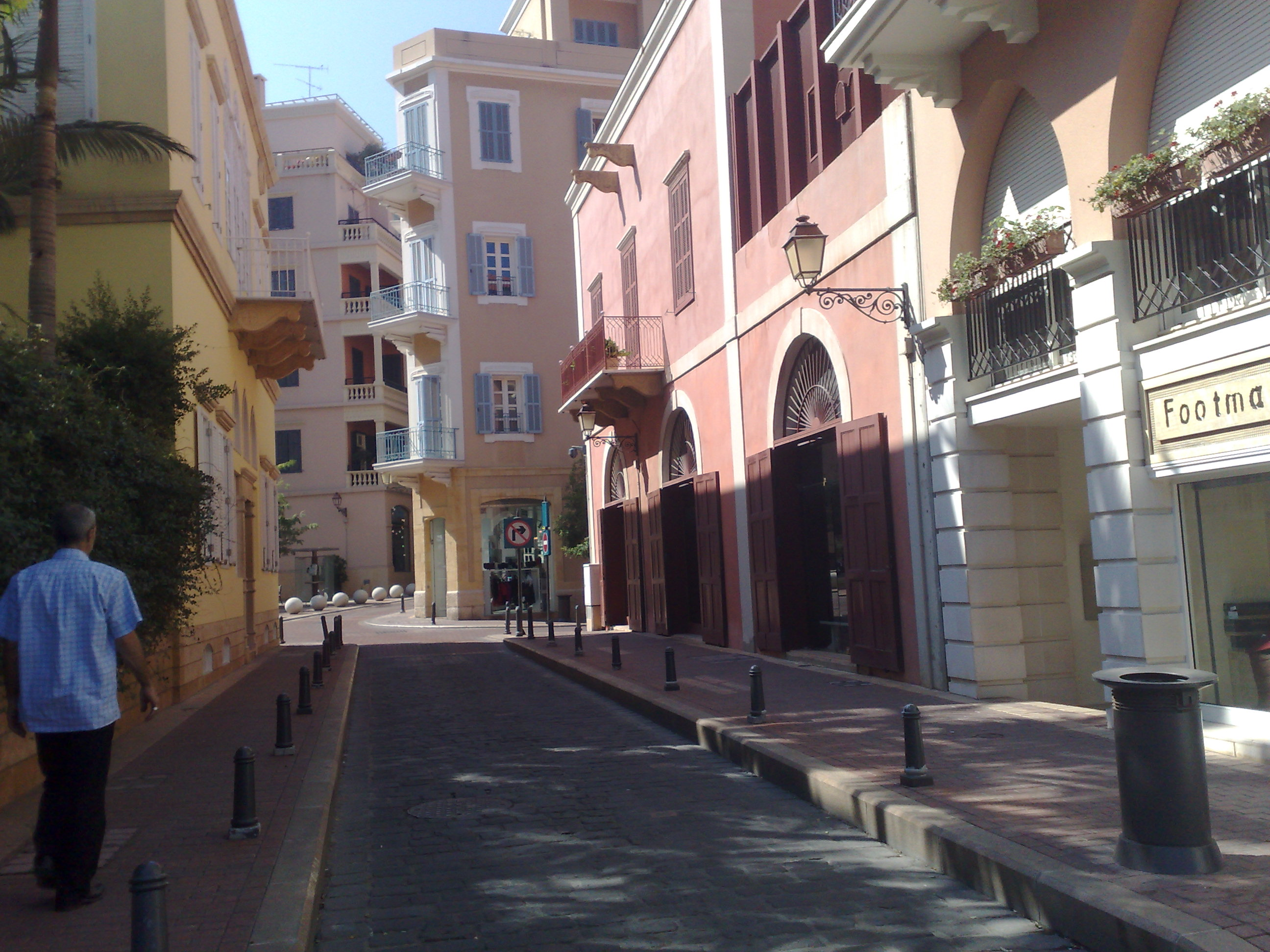
Типичная улица Бейрута

Гражданская война 1975-1990 годов в стране нанесла серьёзный ущерб экономической инфраструктуре Ливана, привела к падению национального производства в два раза и оказала серьезное воздействие на положение в Ливане в качестве ближневосточного перевалочного пункта и банковского концентратора.
После войны, центральное правительство вновь обрело способность собирать налоги и восстановило контроль над ключевыми предприятиями и государственными учреждениями. В результате, ВВП на душу населения вырос на 353 % к 1990 году. Восстановлению экономики финансово поспособствовало наличие здоровой банковской системы и устойчивого малого и среднего бизнеса, а также семейные денежные переводы, банковские услуги, изготовление и экспорт сельскохозяйственной продукции, и международная помощь в качестве основных источников иностранной валюты.
Экономика Ливана сделала впечатляющие успехи с момента запуска программы «Горизонт-2000», и инвестицией 20 млрд долларов правительством в программу реконструкции в 1993 году. Реальный ВВП вырос на 8 % в 1994 г. и 7 % в 1995 году до израильской операции «Гроздья гнева», в апреле 1996 года прервавшей развитие экономической деятельности. Прирост реального ВВП в среднем составил менее 3 % в год в течение 1997 и 1998 годов и только 1 % в 1999 году. В 1992-98 годах годовая инфляция снизилась с более чем 100 % до 5 %, а валютные резервы возросли до более чем $6 млрд с $1,4 млрд. Растущий приток капитала породил иностранные излишки платежей, и ливанский фунт остался относительно стабильным.
Прогресс также был достигнут в восстановлении разрушенных ливанской войной производственной и финансовой инфраструктуры. «Солидер», компания с оборотом в 2 млрд долларов, взяла на себя управление реконструкцией центрального делового района Бейрута; фондовый рынок открылся в январе 1996 года, и международные банки и страховые компании начали возвращаться. Правительство, тем не менее столкнулось с серьезными проблемами в экономической сфере. Для финансирования реконструкции оно было вынуждено задействовать валютные резервы и увеличить кредиты заимствования. Сокращение дефицита государственного бюджета является основной целью нынешнего правительства. Разрыв между богатыми и бедными вырос в 1990-х годах, в результате народного недовольства на неравномерное распределение преимуществ реконструкции и ведущихся программ, правительству пришлось переключить своё внимание с восстановления инфраструктуры на улучшение условий жизни.
После окончании гражданской войны Ливан пользовались значительной стабильностью, реконструкция Бейрута была почти что завершена, и все большее число туристов стало отдыхать на курортах страны. Свидетельством роста экономики стало также повышение банковских активов до более чем 75 млрд долларов США, рыночная капитализация также была всё это время высока и оценивалась в 10,9 млрд долл. на конец второго квартала 2006 года. Вторая ливанская война 2006 года нанесла серьезный ущерб экономике Ливана, особенно в туристическом секторе. В течение 2008 года Ливан модернизировал инфраструктуру недвижимости и туризма, в результате имея сравнительно крепкую послевоенную экономику. Основной вклад в восстановлении Ливана внесли Саудовская Аравия (с заявленными вложениями 1,5 млрд долл. США), Европейский союз (около $ 1 млрд) и некоторые другие страны Персидского залива с вкладами до 800 млн долларов.

### 2000-е: реформы
Текущая[когда?] программа ливанских реформ сосредоточена на трех основных принципах:

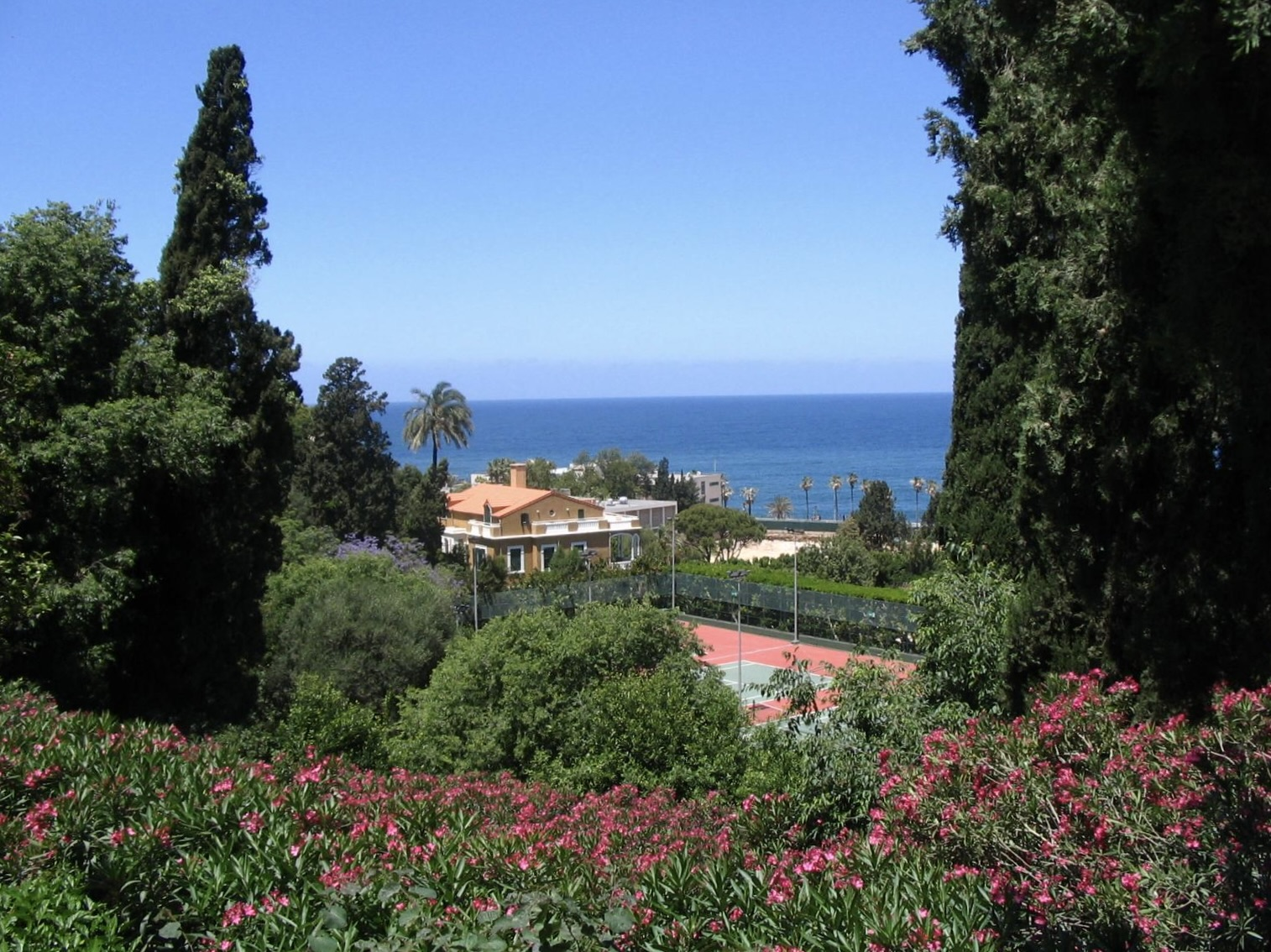
Ливан со времён оккупации с 1918 года всегда имел политические и социальные проблемы, в силу своего расположения между Востоком и Западом.

- Экономическое возрождение и устойчивый рост, с привлечением частного сектора в качестве двигателя роста;
- Бюджетная консолидация и структурные улучшения в секторе государственных финансов, а также
- Валютная, финансовая и ценовая стабильности.

Правительство также сохранила твердый курс ливанского фунта, который был привязан к доллару с сентября 1999 года.
В конце 2000 года правительство существенно сократило таможенные пошлины, приняло программу увеличения экспорта продукции сельского хозяйства, снизило социальные сборы на безопасность и ограничения на инвестиции в недвижимость иностранцами, и приняло политику открытого неба, которые положительно повлияли на торговлю в 1991 году. Тем не менее, относительная оценка ливанской валюты подорвала конкурентоспособность, а экспортом товаров упал с 23 % ВВП в 1989 году до 4 % в 2000 году.
В 2001 году правительство обратило своё внимание на фискальные меры, увеличив налоги на бензин, сократив расходы, и введя налог на добавленную стоимость, который вступил в силу в феврале 2002 года. Медленный рост денежной массы и долларизация депозитов воспрепятствовали способности коммерческих банков в финансировании правительства, оставляя большинство расходов на долю Центрального банка. Монетизация бюджетного дефицита оказывает огромное давление на резервы центрального банка, лишь слегка уменьшившееся с выпуском новых еврооблигаций в течение последних 2 лет. Центральный банк сохраняет стабильную валюту, вмешиваясь непосредственно на рынке, а также низкую инфляцию, и ему удалось сохранить доверие инвесторов к долгу. Это было сделано по стоимости, однако, так же международные резервы сократились на $ 2,4 млрд в 2000 году и на $ 1,6 млрд в первой половине 2001 года.
В 2002 году правительство поставило основной акцент на приватизацию, первоначально в секторе телекоммуникаций и электроснабжения, с продолжением планирования продажи государственной авиакомпании, бейрутского порта и водоканалов. Правительство пообещало применить доходы от продажи для сокращения государственного долга и бюджетного дефицита. Кроме того, оно прогнозирует, что приватизация принесет новую экономию фонда заработной платы, а также послужит к примеру для снижения процентных ставок и роста частного сектора и стимулирования иностранных инвестиций. Кроме того, правительство решает сложную задачу административной реформы, с целью привлечения квалифицированных технократов для решения амбициозных экономических программ, а также изыскания возможностей дополнительной экономии, которые могут быть реализованы через реформирование системы подоходного налога. Правительство Ливана сталкивается с серьезными проблемами в целях удовлетворения требований финансовой корректировки программы с акцентом на налоговые реформы и модернизацию, рационализацию расходов, приватизацию и совершенствование управления долгом.
Учитывая частые военные потрясения с которыми сталкивалась страна, ливанская банковская система приняла консервативный подход, со строгими нормами, установленными Центральным банком для защиты экономики от политической нестабильности. Эти правила в целом оставили ливанские банки невредимыми во время финансового кризиса 2007-2010 годов. Ливанские банки по-прежнему, даже в нынешних условиях, демонстрируют высокую ликвидность и спокойствие за их безопасность. В конце 2008 года агентство Moody’s перевело Ливан по собственному рейтингу со стабильного на позитивный уровень, признавая её финансовую безопасность. Кроме того, с увеличением на 51 % торгов на фондовом рынке Бейрута, индекс рейтинговой компании MSCI установил что Ливан является лучшим фондовым рынком в мире в 2008 году. Ливан является одной из семи стран в мире, в которых объём фондового рынка увеличился в 2008 году. Ливанская экономика по прежнему показывает устойчивость, её рост составил 8,5 % в 2008 году, 7 % в 2009 году и 8,8 % в 2010 году.

### 2020-е
С 2020 года Ливан охватил страшнейший кризис; кризис в Ливане входит в тройку тяжелейших за последние 170 лет мировой истории, к такому выводу пришли эксперты Всемирного банка в своём докладе (к концу 2021 года они прогнозируют снижение ВВП на 21 % — после падения на 20,3 % в 2020 и на 6,7 % в 2019)
В конце февраля 2020 года суверенные рейтинги Ливана в течение нескольких дней были пересмотрены в сторону понижения двумя ведущими мировыми агентствами. После этого, 7 марта премьер-министр Хасан Дияб объявил о невозможности выплатить долги по евробондам. 9 марта Ливан объявил первый в истории страны дефолт по облигациям на сумму 1,2 млрд долларов США.
Общий внешний долг достиг 90 млрд долларов (более 150 % от ВВП).
В октябре 2021 года Ливан полностью остался без электричества, после остановки в стране двух крупнейших электростанций из-за отсутствия топлива.

## Энергетика
В начале октября 2021 г. закрылись две крупнейшие электростанции Ливана, страна погрузилась в темноту. В стране наблюдается жёсткое нормирование электроэнергии, отключения достигают до 22 часов в день, легальный импорт топлива практически невозможен. Всемирный банк назвал этот кризис в стране одним из крупнейших с 1850 года в мире..
8 января 2022  весь Ливан остался без электричества, компания "Электричество Ливана" отключила подачу электроэнергии на всей территории страны. Отключение связано с конфликтом вокруг станции в деревне Арамун под Бейрутом, жители которой попытались ворваться на станцию, протестуя в связи с постоянными отключениями электричества; в результате из строя вышла вся электросеть.
17 августа 2024 года Ливан полностью остался без электричества. Последняя действующая электростанция Захрани прекратила работу из-за отсутствия топлива. Не работают аэропорты, объекты инфраструктуры, водоснабжение.
.

## Сельское хозяйство
В стране активно развито земледелие. Выращивается и экспортируется груши, клубника, баклажаны, киви, капуста цветная, лимоны, яблоки, перец, клементины, лук репчатый, лук порей, руккола, томаты, салат латук листовой, апельсины, сельдерей корневой, капуста брокколи, капуста кольраби, салат латук кочанный, томаты черри, салат листовой, мандарины, гранаты, голубика, малина, шпинат, грейпфруты, морковь, салат айсберг, цукини, капуста брюссельская, редька дайкон, фенхель, кабачки, кумкваты, цикорий обыкновенный, свекла листовая, ежевика, капуста, капуста белокочанная, капуста савойская, хурма, редис, спаржа, шалот, чеснок, картофель продовольственный. Страна является одним из крупнейших поставщиков сельхозпродукции в страны Персидского залива и Европу.
Из-за жаркого и солнечного климата, особенно успешно выращивается и экспортируется клубника (урожайность до 100 тонн на гектар), яблоки, груши, персики, нектарины, черешня. Страна является основным поставщиком этой продукции для Египта, стран Персидского залива. В последнее время активно растет экспорт в Европу.
Производительность труда в сельском хозяйстве — самая высокая в арабском мире — в десять с лишним раз выше чем в России, выше чем в Германии и т. д. (World Bank. 2010. World Development Indicators Online. Washington, DC: World Bank)

## Промышленность
Промышленность дает 20 % валового внутреннего продукта Ливанской Республики.
В стране добываются в небольшом количестве железная руда, бурый уголь. 24 сентября 2012 года британская компания Spectrum обнаружила запасы природного газа в объёме 710 миллиардов кубометров близ побережья южного Ливана на границе с Израилем.

В стране имеются нефтеперерабатывающие и цементные заводы, предприятия по производству хлопчатобумажной ткани, текстильных товаров, бумажной и полиграфической продукции, фармацевтических и ювелирных изделий.
Ведется переработка сельскохозяйственного сырья.

## Туризм
До Второй мировой войны туризм в Ливане ограничивался несколькими горными курортами, привлекавшими небольшое число отдыхающих в летнее время.

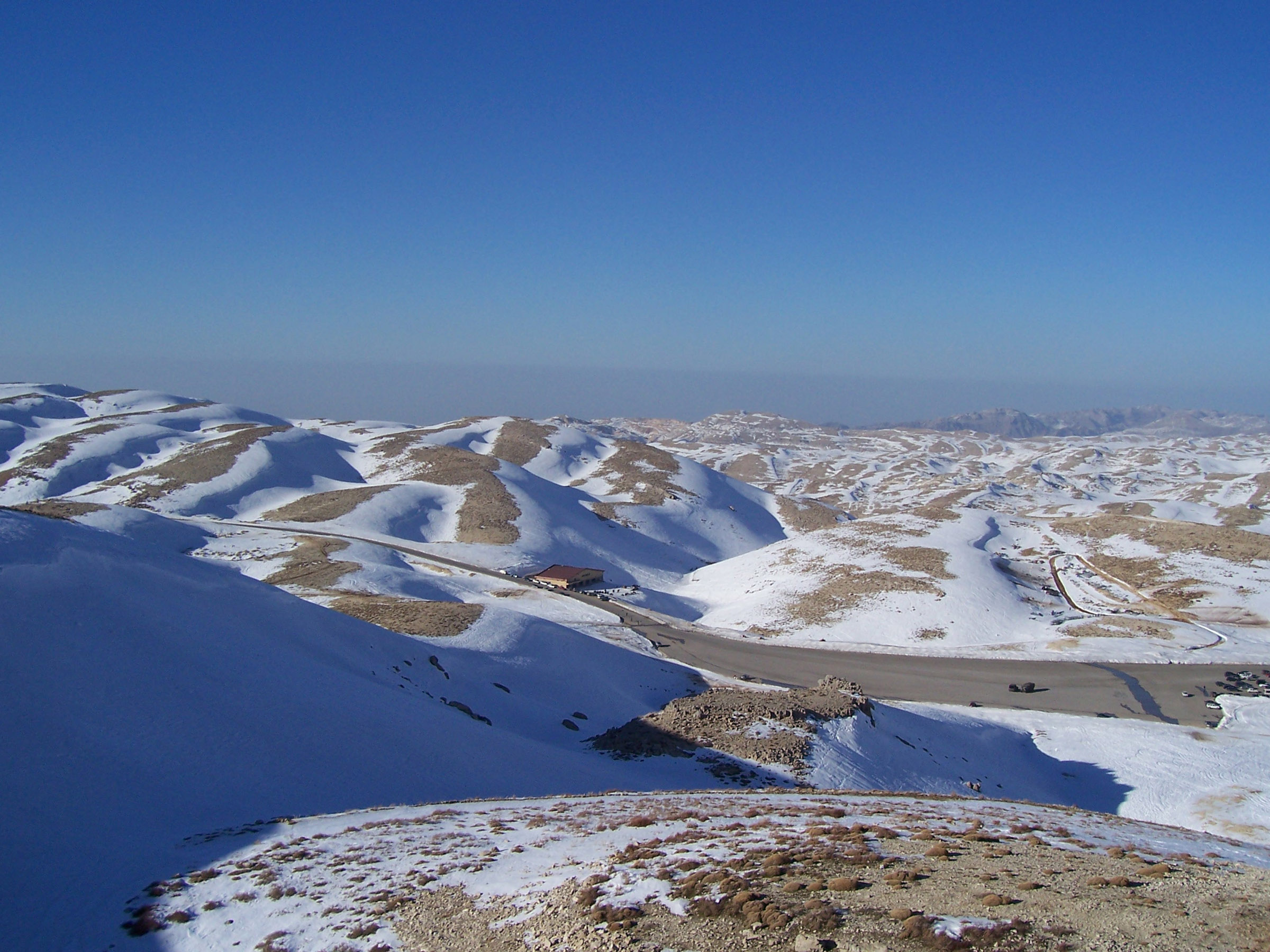
Фарайя в Горном Ливане. Ливанская экономика зависит от туристического сектора во все сезоны года. Туристы из Европы, стран Персидского залива и арабских стран посещают Ливан с различными целями.

Значительное расширение сети гостиниц, ресторанов и ночных клубов произошло после 1950 года. Развитию отрасли способствовали свободный обмен валюты, упрощенные таможенные правила, а также надежное регулярное сообщение с соседними странами. Вследствие этих мер доходы от туризма с 1950 по 1975 гг. увеличились более чем в 10 раз, но в последующие годы на них негативно сказались вооруженные столкновения в стране и разрушение крупнейших гостиниц.
В середине 1990-х годов позиции туристического сектора в ливанской экономике были частично восстановлены, и в 1994 г. в Ливане побывало 332 тыс. туристов; в 2009 году эта цифра составила 1,85 млн чел, сообщил министр туризма Фади Аббуд.
Доходы туротрасли на 2010 год оценены в 8,5 млрд долл. США.

## Внешняя торговля

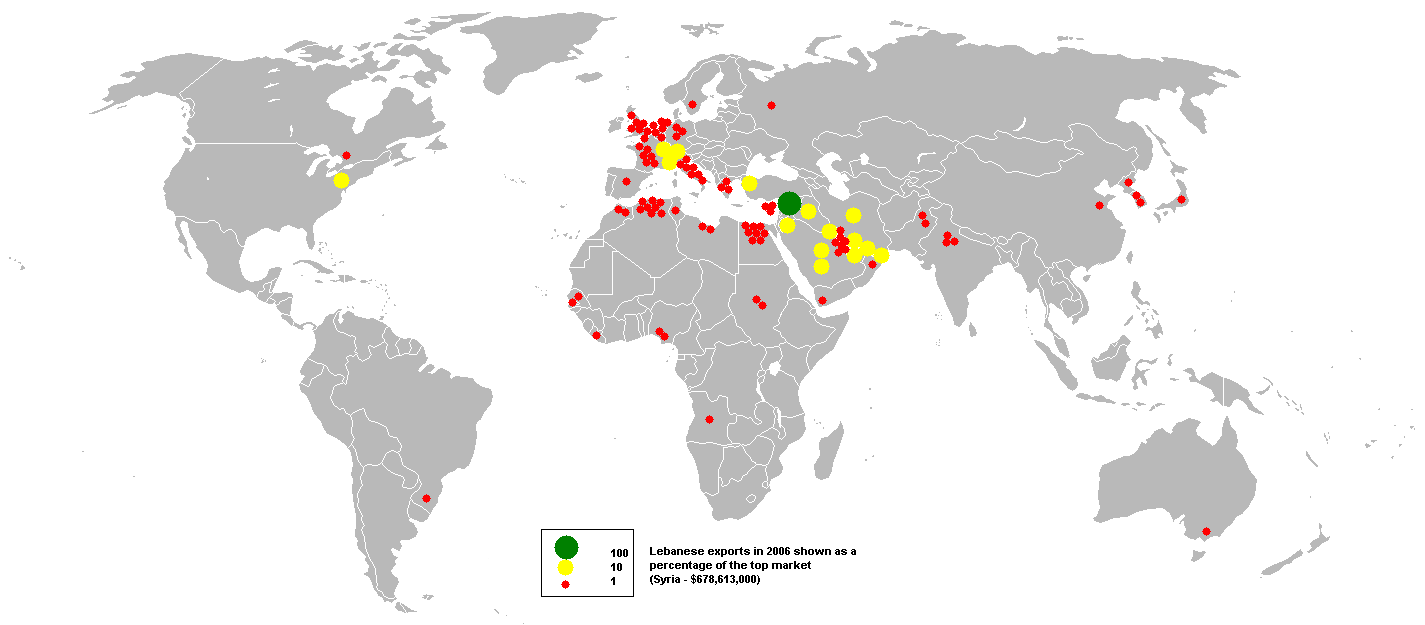
Ливанский экспорт в 2006 году

США занимает сильные позиции в качестве экспортера Ливана, в целом занимая первое место по импорту и являясь источником четверти имеющихся в Ливане иностранных товаров.
По состоянию на 2016 год экспорт составил $3,76 млрд, а импорт - $19,7 млрд.
Ключевые товары экспорта: золото 20 % ($748 млн), ювелирные изделия 8,4 % ($316 млн), фрукты, овощи, сахар, бумажная продукция и др.
Основные покупатели: ЮАР 17 % ($629 млн), Объединенные Арабские Эмираты 8,6 % ($324 млн), Саудовская Аравия 8,3 % ($313 млн), Швейцария 5,9 % ($221 млн) и Сирия 5,3 % ($198 млн)
Ключевые товары импорта: нефтепродукты 17 % ($3,32 млрд), Автомобили 6,9 % ($1,35 млрд), Золото 5,4 % ($1,05 млрд), упакованные медикаменты ($935 млн) и крупный рогатый скот ($267 млн).
Основные поставщики: Китай 11 % ($2,14 млрд), Италия 7,1 % ($1,39 млрд), США 6,5 % ($1,28 млрд), Греция 5,6 % ($1,1 млрд) и Германия 5,4 % ($1,06 млрд).

### Денежные переводы
Ливан получает большую выгоду от ее сплоченной и предприимчивой диаспоры. В течение длительного времени эмиграция дала ливанской экономике коммерческие сети во всем мире. По итоговым данным, денежные переводы от ливанцев за границей другим членам своих семей в Ливане составляют $8,2 млрд. и составляют одну пятую часть экономики страны. Нассиб Гобриль, руководящий отделом исследований и анализа Byblos Bank, подсчитал, что ливанцы за рубежом добавляют Ливану около $1400 на душу населения в год.

## Инвестиции
Ливан не привлекает значительного уровня иностранной помощи, необходимой чтобы помочь ему восстановиться как после длительной гражданской войны (1975—1989), так и израильской оккупации юга страны (1978—2000). Кроме того, тонкий социальный баланс и почти полное отсутствие центральных правительственных учреждений во время гражданской войны привели к полному банкротству государства, которое стремится поднять доходы, нужные ему для финансирования усилий по восстановлению. Таким образом, накоплен значительный долг, который к 2001 году достиг 28 млрд долларов, или почти 150 % от ВВП. Сообщения о наркоторговле и коррупции подрывают доверие инвесторов.
К сожалению, экономические показатели был вялыми в 2000-2001 годах (нулевой рост в 2000 году, и по оценкам между 1,0—1,4 % в 2001 году, в значительной степени объясняется небольшим увеличением туризма, банковского дела, промышленности, и строительства). Безработица оценивается в 14 % на 2000 год и 29 % среди возрастной группы 15—24 лет, с предварительным прогнозами дальнейшего роста в 2001 году.
Однако, к счастью, многие иностранные ливанцы вернулись в страну из-за негативной финансовой ситуации, с которой они сталкиваются за рубежом, в связи с глобальным экономическим кризисом. Кроме того, больше возможностей для трудоустройства привлекают все больше ливанской молодежи, видящих шанс вернуться и работать в Ливане, а также поддержку ливанцев с высшим образованием, проживающих в стране.
Капитализация фондового рынка ведущих компаний в Ливане была оценена в $10 858 млн в 2007 году Всемирным банком.
США вначале[когда?] наложили, а впоследствии сняли свои финансовые ограничения[когда?].
Более 160 различных отделений, представляющих американские компании, в настоящее время работают в Ливане. С отменой ограничений паспортного режима в 1997 году, ряд крупных компаний США открыли филиалы или региональные отделения, в том числе Microsoft, American Airlines, Coca-Cola, FedEx, UPS, General Electric, Parsons Brinckerhoff, Cisco Systems, Eli Lilly, Computer Associates и Pepsi Cola.
В Мексике также многих предприятий, возглавляемых этническими ливанцами, такими как Карлос Слим из Telmex.

## Оплата труда
После того, как 15 октября 2011 года различные профсоюзные объединения, в том числе Союз учителей, Общий союз рабочих и другие пригрозили забастовкой, минимальная заработная плата была поднята на 40 % (на 200 тыс. л.ф. - 133$) до 700 тыс. л.ф. (466 долл.).
- Заработная плата между минимальной заработной платой и 1,2 млн л.ф. (800$) были увеличены на 200 тыс. л.ф. (133$) и стали 0,7 млн л.ф. (минимальная заработная плата) и 1,4 млн л.ф. (933$) соответственно.
- Заработная плата от 1,2 млн л.ф. до 1,7 млн л.ф. (1133$) были увеличены на 300 тыс. л.ф. (200$) и стали 1,5 млн л.ф. (1000$) и 2 млн л.ф. (1333$).
- Заработная плата более 1,8 млн л.ф. (1200$) не была увеличена.

Увеличение заработной платы приветствовали большинство ливанцев, но оно также вызвало критику многих профсоюзов некоторых категорий работников, заявивших, что увеличение было неожиданно незначительным, что сотрудники зарабатывающие больше $1200, вообще не получили повышения. Другие критиковали увеличение вообще сославшись, что это стало бременем для малого бизнеса, который может в конечном итоге разориться, в основном эти критики были из числа оппозиционных политиков.
По состоянию на 2011 год Всемирный банк анализируя Индекс качества жизни подсчитал что:
- 8 % ливанского народа живёт за чертой бедности (2 500$ в год)
- 54 % ливанского народа относится к умеренно среднему классу (9 000$ в год). ▲ 12 % с 1998 года
- 22 % ливанского народа относится к верхнему среднему классу (15 000 $ - 27 000$ в год). ▼ 19 % с 1998 года
- 4 %  ливанского народа относится к высшему классу богатых (30 000$ и выше в год). ▲ 1 % с 1998 года

На 2017 год минимальный размер оплаты труда составляет 675 тыс. фунтов в месяц, что составляло $450 долларов США.